# قصعين إبطي
قصعين إبطي (الاسم العلمي:Salvia axillaris) هو نوع من النباتات يتبع جنس القصعين من الفصيلة الشفوية.